# ピアノソナタ第26番 (ベートーヴェン)

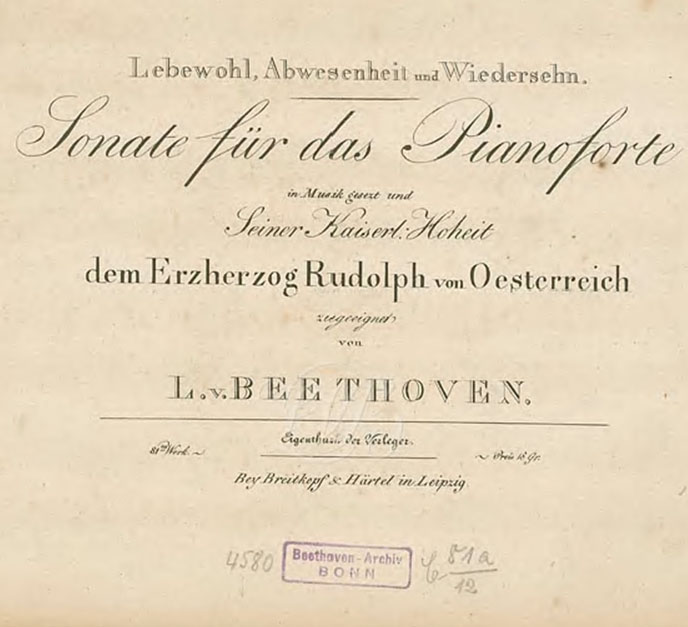
初版楽譜の表紙。1811年。

ピアノソナタ第26番（ピアノソナタだいにじゅうろくばん）変ホ長調 作品81a 『告別』は、ルートヴィヒ・ヴァン・ベートーヴェンが1809年から1810年にかけて作曲したピアノソナタ。

## 概要
本作にはベートーヴェン自身が標題を与えているが、そのようなピアノソナタはこの『告別』と『悲愴』としかない。その背景には彼のパトロン、弟子であり友人でもあったルドルフ大公のウィーン脱出が関係している。
オーストリアは1809年4月9日にナポレオン率いるフランス軍と戦闘状態に陥った。ナポレオンの軍勢は5月12日までにウィーンへと侵攻しており、神聖ローマ帝国皇帝フランツ2世の弟にあたり皇族の身分であったルドルフ大公は5月4日に同市を離れることになる。ベートーヴェンはピアノソナタの第1楽章の草稿に「Das Lebewohl（告別）」と記すとともに「1809年5月4日、ウィーンにて、敬愛するルドルフ大公殿下の出発に際して。」と書き入れた。オーストリアの降伏により同年10月14日に終戦、フランス軍が撤退した後の1810年1月30日にルドルフ大公はウィーンへと戻った。第2楽章の「Die Abwesenheit（不在）」はこの期間のことを示しており、さらに第3楽章には「Das Wiedersehen（再会）」、「敬愛するルドルフ大公殿下帰還、1810年1月30日」と書き込まれている。
この曲を出版したブライトコプフ・ウント・ヘルテル社は各楽章の表題をフランス語に置き換えて"les adieux"、"l'absence"、"le retour"と表記した。親交の深かったルドルフ大公のために作曲されたこのピアノソナタの標題にはベートーヴェン自身もこだわりがあったらしく、「Das Lebewohlはles adieuxとは全く違うものである。前者は心から愛する人にだけ使う言葉であり、後者は集まった聴衆全体に対して述べる言葉だからである。」と手紙で抗議している。ただし、作曲者自身もスケッチ段階では第1楽章の「Das Lebewohl」を取り消して「Der Abschied（別れ）」、第3楽章は「Die Ankunft（到着）」としていたことが分かっている。
出版社へと持ち込まれたのは第24番、第25番のソナタと同じ1810年2月10日であったが、このソナタのみ翌年に作曲者自身による修正を施され、1811年7月に出版された。ルドルフ大公へ献呈。81aとなっている作品番号は、ジムロック社がブライトコプフ社に先駆けて六重奏曲を刊行していたため、ブライトコプフ社が自社の作品番号を混乱させないようピアノソナタを81a、六重奏曲を81bとしたことに由来している。

## 演奏時間
約16分半。

## 曲の構成

### 第1楽章
"Das Lebewohl" Adagio 2/4拍子 - Allegro 2/2拍子 変ホ長調
ソナタ形式。『告別』の副題がつけられている。譜例1に示すとおり序奏の最初の3つの音符には"Lebewohl"と歌詞が与えられており、楽章全体にこのモチーフが配されている。
譜例1
序奏に続くアレグロの第1主題にはLebewohlの動機が組み込まれており、テヌートで強調されている（譜例2）。一方、左手のバスの動きはLebewohl動機の反行形となっている。
譜例2
Lebewohl動機の反行形に始まる経過部を経ると変ロ長調の第2主題が提示されるが、これも拡大されたLebewohl動機に基づくものである（譜例3）。さらに下降する結尾句も同じ動機から構成される。
譜例3
提示部の繰り返しを終えると展開部となる。小規模な展開部では譜例2の下降する音型が扱われ、これが8分音符2つの単位まで細かく分解されていく。分解された音型からクレッシェンドして再現部となり、譜例2と譜例3が変ホ長調で現れる。コーダではまず譜例2が取り上げられて展開されるが、続いてLebewohl動機と8分音符の走句が組み合わされていく。最後は大公の出立を見送るような情緒を見せつつ楽章を閉じる。なお、ベートーヴェンは楽章の最後から4小節目の2分音符のハ音において、音を持続したままクレッシェンドするという特殊な指示をしている。

### 第2楽章
"Die Abwesenheit" Andante espressivo 2/4拍子 ハ短調
2つの主題が繰り返される序奏的性格を持つ楽章。『不在』の副題がつけられており、ドイツ語で「ゆるやかに、表情を込めて」（In gehender Bewegung, doch mit Ausdruck.）と指示されている。ハ短調で奏でられる譜例4の第1主題の音型は譜例1の動きと関係している。開始のハ短調に落ち着かず、不安げな様子が表現される。
譜例4
レチタティーヴォのような経過を経てト長調の第2主題へと移る（譜例5）。
譜例5
間もなく変ロ短調で第1主題が回帰し、続いてヘ長調で第2主題が再現された後、譜例4の音型を静かに奏でながら終楽章に接続される。

### 第3楽章
"Das Wiedersehen" Vivacissimamente 変ホ長調 6/8拍子
ソナタ形式。『再会』の副題とともに、ドイツ語による「非常に生き生きとした速度で」（Im lebhaftesten Zeitmaasse）という指示がある。和音の一打に続き華麗なアルペッジョの序奏が現れる。第1主題はまず譜例6のように出されるが、主旋律が左手に移されると高音部は装飾的な彩りを添える。
譜例6
きらびやかな経過部を終えると変ロ長調の第2主題が提示される（譜例7）。第2主題が繰り返される際に現れるフレーズには、同時期に作曲された『皇帝協奏曲』の第3楽章のものと極めて類似したパッセージが用いられている。
譜例7
勢いのあるコデッタにより結ばれ、提示部の反復に入る。展開部はごく短く、専ら第2主題が扱われる。たちまち細かい分散和音の伴奏に乗ってオクターヴで第1主題が再現され、常法通り第2主題へと進む。コーダではポーコ・アンダンテとなって譜例6を穏やかに回想し、形を変えて繰り返す。最後は元のテンポに戻り、喜ばしく閉じられる。